# 메리 월시

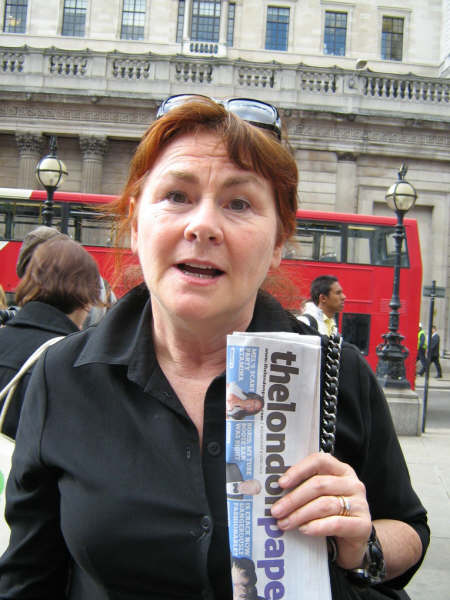

메리 월시(Mary Walsh, 1952년 5월 13일 ~ )는 캐나다의 배우, 희극 배우, 각본가, 영화배우, 텔레비전 배우이다.
세인트존스에서 태어났다.

## 영화
- 내 안의 숨겨진 몬스터 (2015년) - 앨리슨 역
- 크랙키 (2009년)
- 끝이 안보인다 (2007년)
- 더 윈드 인 더 윌로우스 (2006년)
- 베일리의 10억달러 (2005년)
- 맘보 이탈리아노 (2003년)
- 블리처 범스 (2001년)
- 뉴 워터포드 걸 (1999년)
- 베리드 온 썬데이 (1992년)